# Armistice de Mudanya
 (octobre 2020).
Si vous disposez d'ouvrages ou d'articles de référence ou si vous connaissez des sites web de qualité traitant du thème abordé ici, merci de compléter l'article en donnant les références utiles à sa vérifiabilité et en les liant à la section « Notes et références ».
L'armistice de Mudanya (en turc : Mudanya Mütarekesi ) est un accord entre la Turquie (la Grande Assemblée nationale de Turquie) d'une part, et l'Italie, la France et la Grande-Bretagne d'autre part, signé dans la ville ottomane de Mudanya le 11 octobre 1922.
Le royaume de Grèce a adhéré à l'armistice le 14 octobre 1922.